# Покрајине Кине
Покрајина (кинески: 省, пинјин: shěng, тибетански: ཞིང་ཆེན།, ујгурски: ئۆلكە), је највећа управно политичка јединица Народне Републике Кине. Кина је подељена на 34 такве јединице, од којих су 23 покрајине, 4 покрајинске општине, 5 аутономних области и две специјалне административне области.

## Врсте покрајинских подела
Провинција (省; shěng) је стандардни тип покрајинске поделе. Сваком покрајином, осим две посебне управне регије, управља покрајинска влада комунистичке партије Кине са партијским секретаром на челу, док извршну власт извршава гувернер покрајине. Једна од њих је и "Тајванска покрајина" којом у ствари управља де-факто држава Република Кина (Тајван), која заузврат полаже права на све остале покрајине НР Кине.
Општинска покрајина (直辖市; zhíxiáshì) је у ствари градско подручје које је под непосредном управом кинеске владе, а има статус једнак осталим покрајинама, док у ствари има повлашћен политички статус.
Аутономна област (自治区; zìzhìqū) је покрајинска јединица, у којој има већи број етничких мањина него Хан Кинеза, те јој је омогућено стварање локалне етничке владе с више теоретском него стварном независношћу. Гувернер аутономне регије је, као по правилу, члан мањине етничке групе.
Посебан административни регион (特別行政區; tèbiéxíngzhèngqū) је изузетно аутономна самоуправа региона Кине. Свака има свог самостално постављеног носиоца извршне власти који је истовремено и премијер владе. Једини недостатак независности испољава у немогућности утврђивања спољне политике и одбране, који су под директном контролом централне кинеске владе.

## Списак покрајина
| GB/T 2260—2007 | ISO   | Покрајина   | Кинески Пинјин              | Главни град | Највећи град | Становништво (2020) | Густина (ст. по km2) | Површина (km2) | Скраћеница         |
| -------------- | ----- | ----------- | --------------------------- | ----------- | ------------ | ------------------- | -------------------- | -------------- | ------------------ |
| HE             | CN-HE | Хебеј       | 河北省 Héběi Shěng          | Шиђаџуанг   | Шиђаџуанг    | 74.610.235          | 393,08               | 189.809        | 冀 Jì              |
| SX             | CN-SX | Шанси       | 山西省 Shānxī Shěng         | Таијуан     | Таијуан      | 34.915.616          | 222,80               | 156.713        | 晋 Jìn             |
| LN             | CN-LN | Љаонинг     | 辽宁省 Liáoníng Shěng       | Шенјанг     | Шенјанг      | 42.591.407          | 289,59               | 147.076        | 辽 Liáo            |
| JL             | CN-JL | Ђилин       | 吉林省 Jílín Shěng          | Чангчуен    | Чангчуен     | 24.073.453          | 126,51               | 190.282        | 吉 Jí              |
| HL             | CN-HL | Хејлунгђанг | 黑龙江省 Hēilóngjiāng Shěng | Харбин      | Харбин       | 31.850.088          | 67,37                | 472.766        | 黑 Hēi             |
| JS             | CN-JS | Ђангсу      | 江苏省 Jiāngsū Shěng        | Нанкинг     | Суџоу        | 84.748.016          | 847,91               | 99.949         | 苏 Sū              |
| ZJ             | CN-ZJ | Џеђанг      | 浙江省 Zhèjiāng Shěng       | Хангџоу     | Хангџоу      | 64.567.588          | 615,67               | 104.873        | 浙 Zhè             |
| AH             | CN-AH | Анхуеј      | 安徽省 Ānhuī Shěng          | Хефеј       | Хефеј        | 61.027.171          | 436,29               | 139.879        | 皖 Wǎn             |
| FJ             | CN-FJ | Фуђен       | 福建省 Fújiàn Shěng         | Фуџоу       | Ћуенџуо      | 41.540.086          | 335,66               | 123.756        | 闽 Mǐn             |
| JX             | CN-JX | Ђангси      | 江西省 Jiāngxī Shěng        | Нанчанг     | Ганџоу       | 45.188.635          | 270,69               | 166.939        | 赣 Gàn             |
| SD             | CN-SD | Шандунг     | s=山东省 Shāndōng Shěng     | Ђинан       | Линји        | 101.527.453         | 643,78               | 157.704        | 鲁 Lǔ              |
| HA             | CN-HA | Хенан       | 河南省 Hénán Shěng          | Џенгџоу     | Џенгџоу      | 99.365.519          | 600,52               | 165.467        | 豫 Yù              |
| HB             | CN-HB | Хубеј       | 湖北省 Húběi Shěng          | Вухан       | Вухан        | 57.752.557          | 310,87               | 185.776        | 鄂 È               |
| HN             | CN-HN | Хунан       | 湖南省 Húnán Shěng          | Чангша      | Чангша       | 66.444.864          | 313,65               | 211.842        | 湘 Xiāng           |
| GD             | CN-GD | Гуангдунг   | 广东省 Guǎngdōng Shěng      | Гуангџоу    | Гуангџоу     | 126.012.510         | 700,02               | 180.013        | 粤 Yuè             |
| HI             | CN-HI | Хајнан      | 海南省 Hǎinán Shěng         | Хајкоу      | Хајкоу       | 10.081.232          | 294,27               | 34.259         | 琼 Qióng           |
| SC             | CN-SC | Сичуан      | 四川省 Sìchuān Shěng        | Ченгду      | Ченгду       | 83.674.866          | 174,93               | 484.056        | 川(蜀) Chuān (Shǔ) |
| GZ             | CN-GZ | Гуејџоу     | 贵州省 Guìzhōu Shěng        | Гуејанг     | Цуенји       | 38.562.148          | 218,93               | 176.140        | 贵(黔) Guì (Qián)  |
| YN             | CN-YN | Јунан       | 云南省 Yúnnán Shěng         | Куенминг    | Куенминг     | 47.209.277          | 123,20               | 383.195        | 云(滇) Yún (Diān)  |
| SN             | CN-SN | Шенси       | 陕西省 Shǎnxī Shěng         | Сијан       | Сијан        | 39.528.999          | 192,24               | 205.624        | 陕(秦) Shǎn (Qín)  |
| GS             | CN-GS | Гансу       | 甘肃省 Gānsù Shěng          | Ланџоу      | Ланџоу       | 25.019.831          | 54,70                | 457.382        | 甘(陇) Gān (Lǒng)  |
| QH             | CN-QH | Ћингхај     | 青海省 Qīnghǎi Shěng        | Сининг      | Сининг       | 5.923.957           | 8,58                 | 690.355        | 青 Qīng            |
| TW             | CN-TW | Тајван      | 台湾省 Táiwān Shěng         | Тајпеј      | Синбеј       | 23.162.123          | 650,97               | 36.161         | 台(臺) Tái         |